# Eugenio Espinosa de los Monteros
Eugenio Espinosa de los Monteros y Bermejillo (Madrid, 28 de octubre de 1880-Madrid, 16 de febrero de 1954) fue un militar y diplomático español. Oficial de Estado Mayor, llegó a dirigir la Escuela Superior de Guerra de Madrid en varias ocasiones. Tras el golpe de Estado y posterior estallido de la Guerra civil española huyó a la zona sublevada, donde ocupó diversos puestos políticos y militares. Sus fuerzas fueron las primeras en entrar en Madrid, al final de la contienda. Durante la Segunda Guerra Mundial fue embajador en Alemania, cargo que ocupó entre 1940 y 1941.

## Biografía

### Primeros años y carrera militar
Nació el 28 de octubre de 1880, en el seno de una familia de tradición militar. Era hijo del militar y embajador Carlos Espinosa de los Monteros y Sagaseta de Ilurdoz y de la aristócrata María de los Dolores Bermejillo y García-Menocal. Hermano menor de Carlos Espinosa de los Monteros y Bermejillo, en su juventud vivió y estudió en Viena, donde su padre estuvo destinado como agregado militar. Allí aprendió alemán. En 1894 ingresó en la Academia de Infantería, de la cual saldría licenciado con 15 años; partió junto con su hermano mayor Carlos hacia Cuba, donde participaron en diversos combates, en los que obtuvieron reconocimientos a su valor. Realizó estudios de Estado Mayor, pasando a formar parte del Cuerpo de Estado Mayor. Fue gentilhombre de cámara con ejercicio del rey Alfonso XIII.

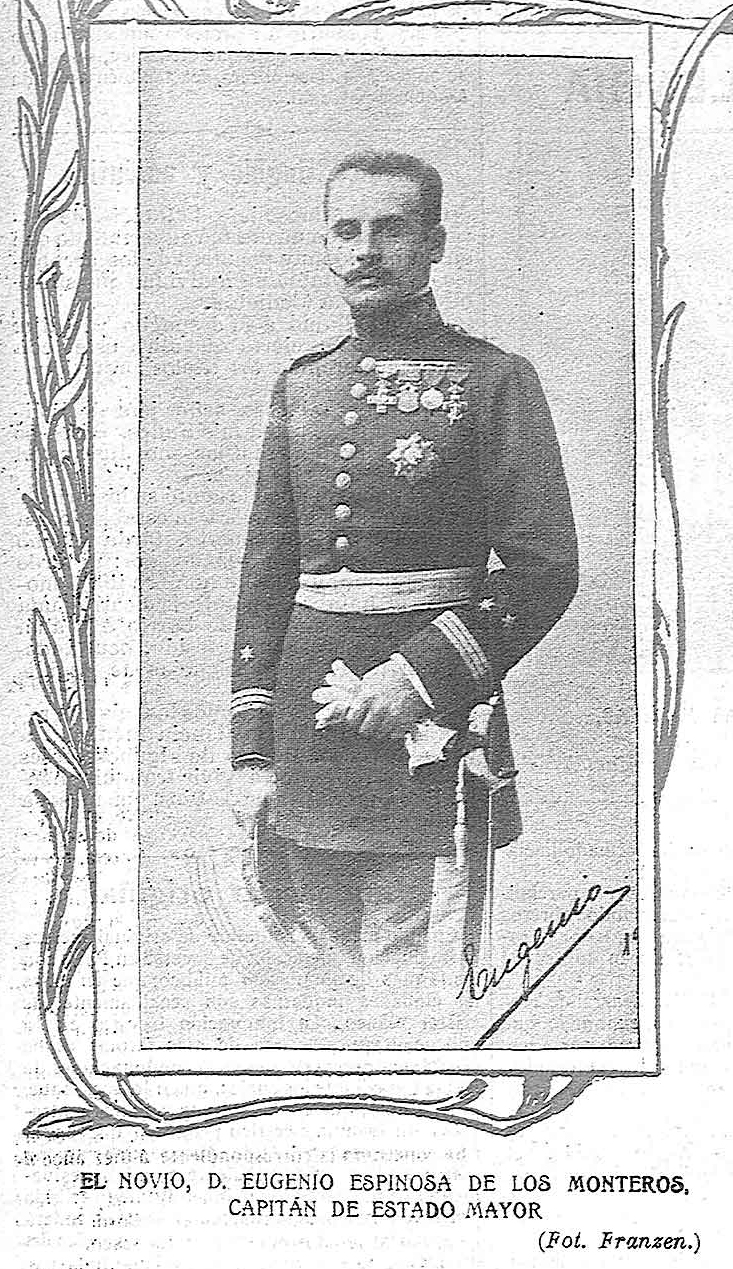
Eugenio Espinosa de los Monteros en 1904, el día de su boda con María del Carmen Dato y Barrenechea, hija del político Eduardo Dato.

En noviembre de 1904 contrajo matrimonio en la madrileña capilla del asilo del Corazón de Jesús con María del Carmen Dato y Barrenechea, iii duquesa de Dato, una de las hijas del varias veces presidente del Consejo de Ministros Eduardo Dato, con quien tuvo descendencia.
Llegó a ser secretario y consejero de la Compañía de los Ferrocarriles de Madrid a Zaragoza y Alicante (MZA).
Con posterioridad a la proclamación de la Segunda República, ascendió al rango de general de brigada el 5 de marzo de 1934. Fue jefe del Estado Mayor de la III Inspección del Ejército. El 13 de junio de 1935 fue nombrado jefe de la Escuela Superior de Guerra, cargo que seguía ocupando hasta el comienzo de la Guerra civil.

### Guerra civil y toma de Madrid
En julio de 1936 se encontraba en Madrid y se refugia en la Embajada de Francia, desde donde consigue ser evacuado y pasa a zona sublevada, donde llegó a ocupar diversos puestos. El 8 de febrero de 1938 es nombrado subsecretario de Asuntos Exteriores en el primer Gobierno de Franco, estando a las órdenes del general Francisco Gómez-Jordana. Debido a su puesto como subsecretario ocupó un puesto en la Junta de Relaciones Culturales del Ministerio. Lideró junto con Joaquín Rodríguez de Gortazar la comitiva española que acudió en la Alemania nazi al Congreso de Núremberg de 1938. Cesó como subsecretario de Exteriores en marzo de 1939.
En febrero de 1939 fue nombrado comandante del I Cuerpo de Ejército franquista, cuyas fuerzas asediaban la capital de España. Coincidiendo con el final de la contienda, el 29 de marzo de ese año sus tropas fueron las primeras que ocuparon Madrid. Posteriormente desempeñó los cargos de gobernador militar de Madrid y de director de la Escuela Superior de Guerra. El 11 de octubre de 1939 fue nombrado jefe de la VIII Región Militar, con sede en La Coruña.
Entre abril y agosto de 1939, como comandante del I Cuerpo de Ejército franquista y primer gobernador militar, organizó la represión y numerosos fusilamientos en Madrid. No hay pruebas de que interviniera en la condena a muerte de las 13 rosas, la cual fue dictaminada por el Consejo Permanente de Guerra número 9 el 3 de agosto de 1939, dos días antes del fusilamiento. Este tribunal militar estaba formado por el coronel de infantería Cerdeño Gurdich como presidente del consejo de guerra, por los capitanes Sigüenza Plata y Ruiz Feingenspan y el teniente Sarte Julia como vocales y por el capitán García Marco como vocal ponente.

### Embajador en Alemania

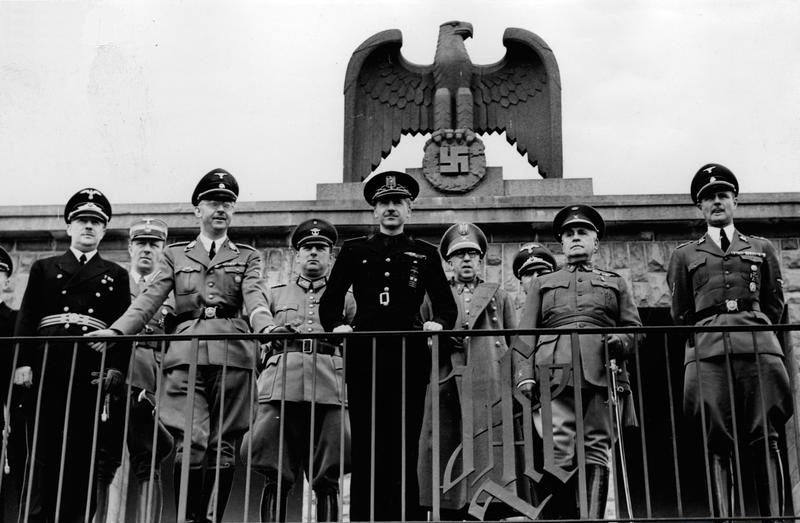
Comitiva española en Berlín, 1940. Junto a Serrano Suñer y Himmler aparece Espinosa de los Monteros (segundo por la derecha).

En julio de 1940 fue nombrado embajador de España en la Alemania nazi, ya que hablaba alemán. Espinosa de los Monteros sustituía en el cargo al almirante Antonio Magaz, que había llegado a mantener alguna aversión hacia el nazismo. No obstante, desde muy pronto empezó a haber conflictos. Cuando en septiembre Ramón Serrano Suñer fue en viaje oficial a Berlín, ni siquiera se reunió con Espinosa de los Monteros y lo mantuvo alejado mientras tuvieron lugar los encuentros con los funcionarios nazis. Unos meses después, en noviembre, volvería a repetirse esta situación. Los propios diplomáticos alemanes tampoco mostraron mucho interés en reunirse con Espinosa de los Monteros.
En diciembre de 1940 Espinosa de los Monteros intentó dimitir como embajador, sin éxito. Por su cargo como embajador en Alemania, formó parte del séquito que acompañó a Franco a Hendaya en ocasión de su entrevista con Hitler en octubre de 1940, aunque no estuvo presente en las conversaciones entre ambos mandatarios. Según las memorias de Heinz Linge, jefe de protocolo y ayudante personal de Adolf Hitler, fue Espinosa de los Monteros quien, pese al inicial interés de Francisco Franco por entrar en la Segunda Guerra Mundial, desaconsejó la propuesta, ganándose con ello la enemistad del régimen nazi. Sin embargo, debido a las fuertes desavenencias con Serrano Suñer, a mediados de 1941 acabaría siendo sustituido como embajador por José Finat.

### Carrera posterior
Fue nombrado capitán general de Baleares el 13 de agosto de 1941 y posteriormente, en enero de 1942, capitán general de la VI Región Militar, con sede en Burgos. Se rumoreó entonces que estaba implicado en una conspiración golpista contra Franco. A finales de marzo el general Espinosa de los Monteros, durante su toma de posesión de la capitanía general de Burgos lanzó una dura crítica contra Serrano Suñer —aunque sin nombrarlo directamente— al rememorar su etapa de embajador de España en Berlín:

Se inició para mí un período lleno de amargura, provocada por la deslealtad y la ambición sin límites de quien, siendo mi superior jerárquico, procuraba en todo momento asfixiarme en el ambiente maquiavélico que constituye la norma de sus actividades.

El general Franco reaccionó destituyendo fulminantemente a Espinosa de los Monteros, aunque para compensar —«siguiendo la norma que adoptaba siempre que se hacían incontenibles las luchas en el seno del bloque hegemónico, a saber, castigando a los dos bandos en liza»— también destituyó al secretario de Serrano Suñer y entonces jefe del Servicio Exterior de Falange, Ximénez de Sandoval. Espinosa de los Monteros no volvió a ocupar ningún puesto durante los siguientes años. 
Espinosa de los Monteros posteriormente sería miembro del Consejo Supremo de Justicia Militar (CSJM), desde el 11 de octubre de 1945 hasta el 29 de octubre de 1946, fecha en que pasó a la reserva por haber cumplido la edad reglamentaria. Falleció en Madrid el 16 de febrero de 1954.